# 斯平克勞德高地

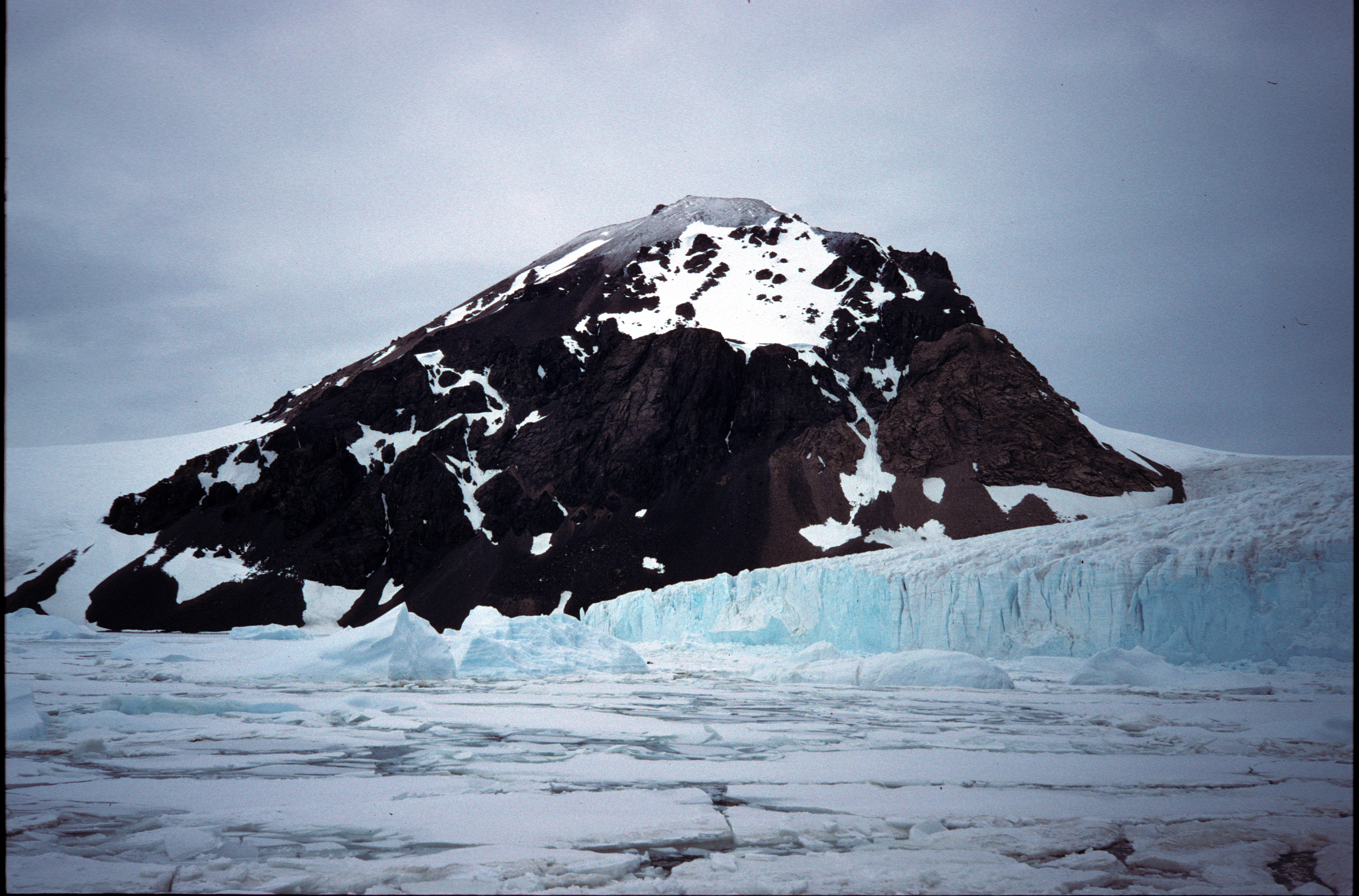

斯平克勞德高地（英語：Spincloud Heights），是南極洲的高地，位於葛拉漢地西岸的法利埃海岸，處於馬蹄島的休史密斯冰川北岸，由英國研究隊測量，現時由南極條約體系管理。